# كفر فرسيس (الغربية)
كفر فَرسيس إحدى قرى مركز زفتى التابع لمحافظة الغربية بجمهورية مصر العربية. أصله من توابع فرسيس ثم فصل عنها سنة 1228 هـ.

## السكان
بلغ عدد سكان كفر فرسيس 6341 نسمة حسب تقدير عام 2018.
| السنة  | 1882 | 1897 | 1907 | 1927 | 1947 | 1960 | 1976 | 1986 | 1996 | 2006  | 2018 |
| ------ | ---- | ---- | ---- | ---- | ---- | ---- | ---- | ---- | ---- | ----- | ---- |
| القرية | 1341 | 1554 | 1585 | 1704 | 1593 | 2011 | 2870 | 3495 | 3908 | 4,569 | 6341 |